# 美水かがみ
美水 かがみ（よしみず かがみ、1977年 - ）は、日本の男性漫画家。埼玉県幸手市出身、さいたま市在住。春日部共栄高等学校卒業。また以前は、水奈 つかさ（すいな つかさ）という名義も使用していた。

## 来歴・人物
中学時代から絵を描くのが好きで、高校時代にクラスメイトの描いた漫画に影響され、アニメーション研究部に所属、本格的に漫画やイラストを描き始める。高校卒業後、専門学校を経て、ゲーム会社に入社、グラフィッカー、原画家となる。その当時、同人活動をしていたところ、後に『コンプティーク』の編集者・編集長となる加藤剛（『らき☆すた』ではウサギのキャラクター「編集K」として描かれる）と出会う。
退社後、加藤が『コンプティーク』の編集者となり、その加藤からミニカットやアンソロジーコミックの執筆依頼を受けていた。その後、これまで連載されていた漫画が終了するに伴って空いたページを埋めるため、新連載用のオリジナル作品の執筆の依頼を受ける。この時にできた作品が『らき☆すた』であり、すぐにページ数や掲載誌が増えるなど、人気を博す。
2015年以降は『コンプティーク』にて『らき☆すた』『宮河家の空腹』を不定期連載。

## 主な作品

### 原画
- 笑わないエリカ（ペンギンワークス） - 水奈つかさ名義[3]
- ケーキ×3! 〜苺いちえ〜（frau）
- らき☆すた 〜陵桜学園 桜藤祭〜（角川書店） - 原案・総監修・メインキャラバストアップ作画

### 漫画
- 僕と、僕らの夏（別冊コミックコンプ、未単行本化）[8]
- らき☆すた（月刊コンプティーク（角川書店）他不定期連載[6]）
  - あきらの王国（月刊コンプエース不定期連載[9]）
  - 宮河家の空腹（コンプH's→月刊コンプエース→月刊コンプティーク不定期連載[7]）
- SHUFFLE!コミックアラカルト 1巻 - 4コマ漫画寄稿
- あか☆ぷろ!!!〜明るい三姉妹プロジェクト〜 - キャラクターデザイン、設定、CDイラスト、宣伝4コマ漫画、他
- おおかみこどもの雨と雪スピンオフ4コマ（月刊コンプティーク、2012年6月号から不定期連載）

### 小説挿絵
- REVENGE!!〜サン・ベルネット学園綺譚〜（森野一角著） - 水奈つかさ名義
- らき☆すた らき☆すた殺人事件（竹井10日著）
- らき☆すた らき☆すたオンライン（竹井10日著）
- らき☆すた スーパー童話大戦（竹井10日著）
- 若き人々への言葉（フリードリヒ・ニーチェ著）角川文庫2011年限定
- らき☆すた ひとめこなたに（伊豆平成・田中桂著）
- まえせつ!のまえせつ（むげんだい∞（原作）、待田堂子著）

### アニメ
- テレビアニメ『らき☆すた』 - 構成協力・第24話『未定』（最終回）脚本
- OVA『らき☆すたOVA』 - 構成協力・脚本
- Webアニメ『宮河家の空腹』 - 作品監修
- テレビアニメ『まえせつ!』 - 原案、原作イラスト

### デザイン
- 『コンプちゃん』（月刊コンプティークのマスコットキャラクター） - キャラクターデザイン
- 『アニ店特急』2008冬 - デザイン協力
- ゲーム『homage（オマージュ）』 - タオ族・グラキア族用武器・防具セットデザイン
- ゲーム『ドルアーガの塔 The Recovery of BABYLIM』 - 「くぉっくすのしりもち。」アイテムデザイン[10]
- テレビアニメ『キディ・ガーランド』 - 「CGさくら」原案
- 『共栄ちゃん』（共栄大学イメージキャラクター） - キャラクターデザイン
- ゲーム『アクエリアンエイジ 冥約の少女』 - メインビジュアル
- 『武比奈まい』（川内優輝応援キャラクター） - キャラクターデザイン

### イラスト（オリジナル）
- NTTカードソリューションネットキャッシュ『王様のお宝キャンペーン』 - イラスト
- pixiv コミックマーケット77『ピクシブたんイラスト集vol.2』 - 表紙・紙袋イラスト
- ゲーム『アクエリアンエイジ』 - カードイラスト
- ゲーム『ジーククローネ絶対防衛レヴィアタン』 - カードイラスト

### イラスト（寄稿）
- テレビアニメ『Canvas2 〜虹色のスケッチ〜』 - 第6話、第15話アイキャッチ作画
- 『CLANNADコミックアラカルト―Impressions of CLANNAD Tribute Album公認コミックアンソロジー』 - 1巻巻頭イラスト寄稿
- 「まんがライフセレクション」2009年5月号「『ゆるめいつ』増刊号」 - イラスト寄稿
- 追悼赤塚不二夫展（2009年8月26日 - 9月7日）内企画「シェーッ!オンパレード」 - イラスト（泉こなた）寄稿
- 『ハヤテのごとく!SS 超アンソロジー大作戦!!』（畑健二郎原作、築地俊彦、水城正太郎、新井輝、七月隆文、長野聖樹著） - 口絵イラスト
- テレビアニメ『快盗天使ツインエンジェル〜キュンキュン☆ときめきパラダイス!!〜』 - 第4話エンドカードイラスト

## 出演
- テレビ番組『ウィークエンド930』（TVS、2009年3月13日）「特集:幸手で町おこし-らきすた作者美水さんは!」 - 出演
- Web番組『らっきー☆れーさーS』（2011年） - 最終回ゲストレーサー
- ラジオ『NACK5 COUNTDOWN SPECIAL 2012-2013』 - ゲスト
- Webラジオ『宮河家のキャラコメラジオ』 - 第1回、第2回、スペシャル ゲスト

## エピソード
- 2008年時点では祖母、母、姉、愛犬であるシベリアン・ハスキーの「チェリー」と暮らしていた[1]。チェリーは母とともに『らき☆すた』テレビアニメ後期提供バック写真に登場して以降ファンに知られるようになった。チェリーを相当かわいがっているらしく、インタビューではしばしば、愛犬のかわいさについて小一時間語るほどであった[11]。チェリーは2008年に死去したが、公表されたのは2014年発売の『らき☆すたファンブック 10周年だよ、全員集合！』のインタビューにおいてのことである[12]。2015年現在は、若く元気な黒いラブラドール・レトリバー[13][14]と、子犬のシベリアン・ハスキーである「ミウ」[15][16]を飼っている。
- 高校時代はアニメーション研究部に所属しており、美水かがみというペンネームはその部誌ですでに使用していた。本名の苗字を一音ずつばらして好きな漢字を当てはめたら「美水鏡」と人の名前のようになったため、さらに名前に見える部分をひらがなにしたという。また、同様に作った「つかさ」と名のつく名義（水奈つかさ[3]）でゲーム関係の仕事も行っていた。『らき☆すた』のキャラクター柊かがみと柊つかさの名前は、この2つのペンネームから取られている。複数の名義を使っているのは、当時、ペンネームを複数持つのが流行っていたからとのこと[2][5]。
- 専門学校時代から2005年頃まで同人活動をしていた。主に七海多葉咲が運営する同人サークル「muguet paradis」にて活動していたほか、「きまぐれ夜桜屋」という個人サークルで活動することもあった。
- 『らき☆すた』の連載開始後わずか3か月で『コンプティーク』誌上コラム「VoiceStation」に登場し、4コマ漫画『あずまんが大王』のファンであることを明かしている。またこのとき、『らき☆すた』初のカラー漫画が描かれているが、陵桜学園の制服は緑色であり、後の赤色とは違っている[17]。
- 『らき☆すた』の黒井ななこが千葉ロッテマリーンズファンであることから彼もファンであると思われがちだが、実際にファンなのは編集者の加藤剛であり、美水自身はむしろ作中の描写ではこなた派であることを告白している[18]。
- 2007年11月4日に青山学院大学学園祭にて同大学の漫画研究会主催による初のトークショーが行われた。この際に描き下ろされた『らき☆すた』の4コマ漫画は、コミックス6巻に収録されている。2008年8月2日にはアミューズメントメディア総合学院のオープンスクールで講演も行っている。
- 2008年5月に交通の便からさいたま市に転居。空き家となった旧居は幸手市商工会に無償貸与され、2009年3月28日にギャラリー兼交流施設「きまぐれスタジオ 美水かがみギャラリー幸手」として開館された[1]。当初は半年の予定だったが延長され、最終的には2011年1月10日に閉館された。

## 弟子
- MIKOTO[19]